# 到荩
到荩（?—?），南朝梁彭城郡武原县（今江苏省邳州市西北）人。到溉的孙子，到鏡之子。
到荩早年聪慧，有文才。初任著作佐郎，历任太子舍人，宣城王主簿，太子洗马，尚书殿中郎。跟随梁武帝游京口，登北顾楼赋诗，受诏立成，深受武帝赞赏：“到荩定是才子，翻恐卿从来文章假手于到荩。”因赐绢二十疋。到溉每次与皇帝和诗，武帝手诏对到溉开玩笑：“没有遗传的功劳吗？”又赐到溉《连珠》：“砚磨墨以腾文，笔飞毫以书信，如飞蛾之赴火，岂焚身之可吝。必耄年其已及，可假之于少荩。”官至丹阳尹丞。梁武帝太清二年（548年），侯景之乱，到荩逃难至江陵後去世。